# KTM・390デューク
390デューク（英：390 Duke）は、KTM Sportmotorcycle AGが2013年から製造するネイキッドバイク。